# Jean Jourden
Jean Jourden (Saint-Brieuc, 11 luglio 1942 – Cannes, 22 novembre 2024) è stato un ciclista su strada francese.

## Carriera
Divenne professionista nel 1965 entrando a far parte del team Gitane, rimase un anno nella squadra di Jacques Anquetil, poi un altro anno in quella di Raymond Poulidor.  
Rimotivato da Jean de Gribaldy, che lo portò nelle sue squadre a partire dal 1967, Jourden conobbe una ripresa nel 1968 con successi alla Polymultipliée, al Grand Prix de Plouay e alla Quattro Giorni di Dunkerque.

## Palmarès

### Campionato del mondo
- 1 medaglia:
  - 1 oro (Berna 1961 nella corsa in linea dilettanti)